# Gabriel Piroird
Gabriel Jules Joseph Piroird (ur. 5 października 1932 w Lyonie, zm. 4 kwietnia 2019 w Écully) – francuski duchowny rzymskokatolicki posługujący w Algierii, w latach 1983-2008 biskup konstantynowski.

## Życiorys
Święcenia kapłańskie przyjął 27 czerwca 1964. 25 marca 1983 został prekonizowany biskupem konstantynowskim. Sakrę biskupią otrzymał 3 czerwca 1983. 21 listopada 2008 przeszedł na emeryturę.